# Kepler-438b

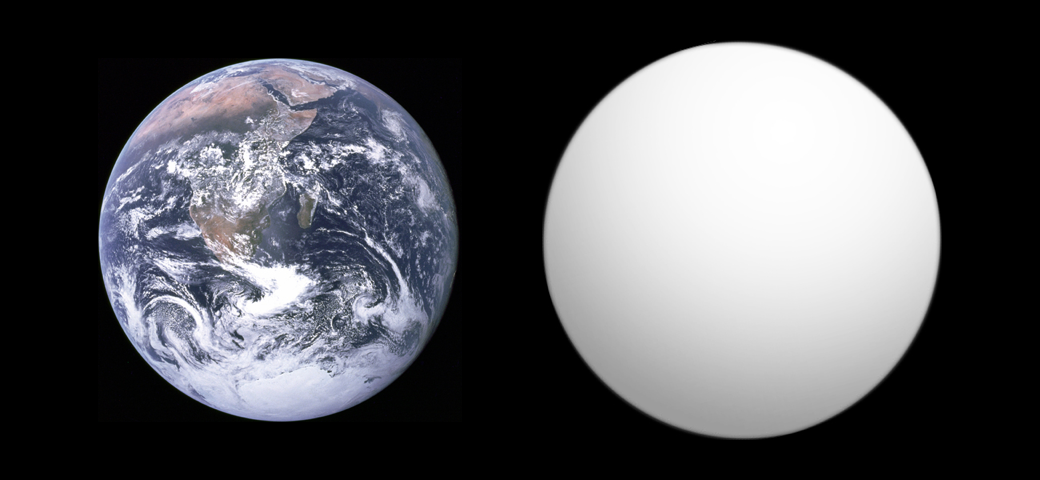
Comparação do tamanho aproximado de Kepler-438b (à direita) com a Terra.

Kepler-438b (também conhecido por sua designação Kepler Object of Interest de KOI-3284.01) é um exoplaneta confirmado com quase o tamanho da Terra, é provavelmente rochoso, orbitando dentro da zona habitável da anã vermelha Kepler-438, há cerca de 470 anos-luz (145 pc) a partir da Terra, na constelação de Lyra. O planeta foi descoberto pelo observatório espacial Kepler da NASA usando o método de trânsito, quando o efeito de escurecimento que faz um planeta como ele quando cruza em frente da sua estrela é medido. A NASA anunciou a confirmação do exoplaneta em 6 de janeiro de 2015. É o planeta mais parecido com a Terra conhecido até a data. Porém, se a existência de KOI-4878.01 for confirmada, este passará a ser o planeta mais semelhante à Terra.

## Exoplaneta confirmado
Kepler-438b é um exoplaneta com tamanho parecido ao da Terra, tendo um raio de 1,12 vezes ao raio da Terra. O planeta orbita uma anã vermelha, Kepler-438, uma estrela consideravelmente menor e mais fria do que o Sol, uma vez a cada 35,2 dias.

## Habitabilidade
O planeta foi anunciado como estando situado dentro da zona habitável de Kepler-438, uma região onde a água líquida pode existir na superfície do planeta. Ele foi descrito como sendo um dos planetas mais parecidos como a Terra, em termos de tamanho e temperatura, já encontrado, tendo um Índice de Similaridade com a Terra (ESI) de 0,88, o mais alto conhecido até à data. No entanto, verificou-se que devido a sua estrela-mãe ser de um subtipo de anã vermelha muito ativa, este planeta é submetido a enormes flashes de radiação, a cada poucos cem dias, tempestades muito mais violentas, em torno de dez vezes mais poderosas que qualquer outra já registrada pelo Sol e que seria capaz de esterilizar a vida na Terra.
Pesquisadores da Universidade de Warwick concluíram que Kepler-438b não é habitável, afinal de contas, devido à grande quantidade de radiação que recebe.
| Exoplanetas notáveis – Observatório Espacial Kepler |
| --- |
| Pequenos exoplanetas confirmados em zonas habitáveis. (Kepler-62e, Kepler-62f, Kepler-186f, Kepler-296e, Kepler-296f, Kepler-438b, Kepler-440b, Kepler-442b) (Observatório Espacial Kepler; 6 de janeiro de 2015). |